# 戚墅堰区
戚墅堰区（せきしょえん-く）は中華人民共和国江蘇省の常州市に位置した市轄区。2015年4月28日に武進区の一部となった。

## 行政区画
- 街道:戚墅堰街道、丁堰街道、潞城街道